# Milice patriotique polonaise
La Milice patriotique polonaise est une organisation de résistants polonais en France durant la seconde guerre mondiale, fondée en janvier 1944 et issue en partie des FTP-MOI, qui devait mobiliser la population polonaise contre l'occupant et avait pour mission spécifique de protéger militairement les grèves des mineurs, en particulier dans le bassin minier du Nord-Pas-de-Calais.

## Effectifs
Lors des combats de l'été 1944, environ 10 000 résistants armés faisaient partie de la Milice patriotique polonaise, en plus des 15000 des FTP-MOI, de la même mouvance.
L'autre grandes mouvance, plus proche du gouvernement polonais en exil à Londres, l'Organisation polonaise de lutte pour l'indépendance (POWN), qui a succédé au Réseau F2 de 1940, regroupait environ 16 000 combattants. Par ailleurs, quelque 9 000 ressortissants polonais se sont fondus dans des unités françaises de combat, sans identification d'origine particulière.

## Histoire

### Début 1944
Les FTP-MOI devinrent dès le début de 1944 membres des FFI, comme l'ensemble des FTP. C'est dans ce cadre que la section polonaise de ces FTP-MOI appela en février 1944 à la création de la Milice patriotique polonaise (MPP), pour regrouper les combattants dans les usines, les mines et les zones de fort peuplement polonais. Il est alors créé six régiments de la MPP (Thadée Kosciusko, Adam Mickiewicz, François Papiez, Jarosz, Famille Burczykowski et Thadée Kempa), regroupant au total 9 000 hommes. 
Les Comités Polonais de Libération Nationale publièrent ensuite au printemps 1944 des proclamations appelant les Polonais à la mobilisation et à la formation de la Milice Polonaise Patriotique.

## Combats de la Libération
Le succès de cette mobilisation fut très important, la MPP renforçant encore ses effectifs au moment des combats de la Libération, surtout dans le Nord-Pas-de-Calais. 
Les Polonais rejoignirent plutôt les FTPF dans les départements du Gard, du Tarn, de la Corrèze et de la Lozère. En Isère, les mineurs polonais de La Mure occupèrent la ville. Dans l'Est de la France, où les Polonais sont intervenus aux environs de Longuyon, Longwy, Piennes, en Haute-Marne, dans la Marne et les Ardennes, environ 500 partisans polonais combattirent dans les rangs des FTPF et 1 500 furent membres de la Milice Patriotique Polonaise. 
La milice patriotique polonaise fut très active dans la libération du bassin minier du nord de la France, en particulier à Libercourt, Marles-les-Mines, Noeux-les-Mines et Montigny-en-Gohelle. Les  unités "Gdansk", "Lublin" et "Cracovie" s'attaquèrent surtout aux voies de communication de l'adversaire et obtinrent des résultats très significatifs. 
Les Polonais jouent un rôle considérable à Bruay-en-Artois, longtemps considérée comme la ville la plus polonaise de la région, où sept Polonais trouvent la mort. Ils ont tué 52 soldats allemands, brûlé deux tanks et pris environ 300 prisonniers, 4 canons, un émetteur radio, 200 fusils et fusils-mitrailleurs et 11 mitrailleuses, mais perdent aussi au moins 19 hommes.